# Liuțîniv, Hoșcea
Liuțîniv (în ucraineană Люцинів) este un sat în comuna Sadove din raionul Hoșcea, regiunea Rivne, Ucraina.

## Demografie
Componența lingvistică a localității Liuțîniv
     Ucraineană (99,48%)
     Alte limbi (0,52%)
Conform recensământului din 2001, majoritatea populației localității Liuțîniv era vorbitoare de ucraineană (99,48%), existând în minoritate și vorbitori de alte limbi.